# Moviment Victòria Ciutadana
Moviment Victòria Ciutadana (castellà: Movimiento Victoria Ciudadana, MVC) és un partit polític porto-riqueny fundat el 2019. Participa en les eleccions generals de 2020 per l'elecció de governador en una plataforma anti-colonialista, proposant una assemblea constitucional per determinar la decisió final pel que fa a la relació entre els EUA i Puerto Rico. Va ser fundat l'11 de març de 2019, per Rafael Bernabe Riefkohl, historiador i candidat per governador el 2016 del Partit del Poble Treballador (PPT); Alexandra Lúgaro, advocada i candidata independent per governador el 2016; Mariana Nogales Molinelli, advocada i candidata del PPT per comissari resident el 2016; Ana Irma Rivera Lassén, cap anterior del Col·legi d'Advocats de Puerto Rico; Manuel Natal Albelo, membre anterior del PPD, representant actual en la 29a Cambra de Representants de Puerto Rico i d'altres. Promouen la descolonització de Puerto Rico mitjançant una assemblea constitucional que pogui pendre la decisió final sobre la sobirania de Puerto Rico com un estat mes dels EUA, independència plena, o una associació lliure amb els Estats Units. El escàndol Telegramgate del 2019, que va afectar el Partit Nou Progressista governant, va ajudar a posar el focus del MVC damunt la reforma de govern.